# 133854 Wargetz
133854 Wargetz este o planetă minoră (asteroid), cu un diametru de 2,081 km, din centura de asteroizi. A fost descoperită pe 29 decembrie 2003 la Catalina Station⁠(d) de Catalina Sky Survey. 
Obiectul prezintă o orbită caracterizată de o semiaxă mare de 2,5287424795475 UAi, o excentricitate de 0,19, o înclinație de 14,2 ° în raport cu ecliptica.